# Mexico (álbum de GusGus)
Mexico es el noveno álbum de estudio del grupo islandés de música electrónica GusGus, fue lanzado en 2014.
El título del álbum Mexico es una metáfora de "ir al oeste", ya que los humanos siempre tienden a ir hacia el oeste. Daníel, a quien se le ocurrió esta idea como nombre de un álbum, lo sintió con mucha fuerza. Högni explicó que "a veces las cosas que sobresalen están detrás del significado y la intelectualidad" y que "no es necesariamente algo que podamos describir de alguna manera".

## Lista de canciones
| N.º | Título                                         | Duración |  |
| 1.  | «Obnoxiously Sexual»                           | 5:07     |  |
| 2.  | «Another Life»                                 | 5:35     |  |
| 3.  | «Sustain»                                      | 5:21     |  |
| 4.  | «Crossfade»                                    | 5:32     |  |
| 5.  | «Airwaves»                                     | 5:53     |  |
| 6.  | «God Application»                              | 6:26     |  |
| 7.  | «Not The First Time»                           | 5:53     |  |
| 8.  | «Mexico»                                       | 6:37     |  |
| 9.  | «This Is What You Get When You Mess With Love» | 3:21     |  |

## Posiciones de ranking
| Ranking 2014                   | Posición más alta |
| ------------------------------ | ----------------- |
| Belgian Albums Chart (Flandes) | 111               |
| Belgian Albums Chart (Valonia) | 100               |
| Germany Albums Chart           | 62                |
| Swiss Albums Chart             | 82                |